# Nefela
Nefela (Bulgaars: Нефела) is een dorp in het noordwesten van Bulgarije in de  gemeente  Vratsa in de  oblast Vratsa. 

## Bevolking
Het bevolkingsaantal van het dorp is de afgelopen eeuw vrij stabiel gebleven rond de 450 à 550 personen. 
| Inwonersaantal | 335 | 462 | 548 | 497 | 492 | 435 | 489 | 540 | 530 | 547 | 522 | 542 |

Het dorp heeft een gemengde bevolkingssamenstelling. Zo’n 55% van de bevolking bestaat namelijk uit etnische Bulgaren, terwijl 44% van de bevolking deel uitmaakt van de Roma in Bulgarije.